# Otto Weu
Otto Weu (* 1903 in Wotenick; † 1979 in Halle (Saale)) war ein deutscher Musikpädagoge und Kirchenmusiker. 

## Leben
Otto Weu wurde 1903 in Wotenick geboren. Er studierte Kirchenmusik in Berlin und erhielt 1922 seine erste Anstellung als Organist der Konzerthalle St.-Ulrich-Kirche in Halle (Saale). 1936 ging er zurück in den Norden Deutschlands und wurde 1936 Musiklehrer und Organist der Nikolaikirche Stralsund.
Im Jahr 1939 berief ihn der hallesche Stadtrat zum Chordirektor des Stadtsingechor zu Halle und zum Musiklehrer der Franckeschen Stiftungen Halle. Weu führte den drittältesten Knabenchor Deutschlands durch die schwierige Zeit des Nationalsozialismus bis zu seiner Einberufung zum Kriegsdienst 1943. Nach Ende des Zweiten Weltkrieges nahm er seinen Schuldienst als Musiklehrer der Franckeschen Stiftungen wieder auf und ging 1967 schließlich in Pension. 
Von 1951 bis 1967 war Weu auch nebenamtlicher Kantor der Marktkirche St. Marien und St. Liebfrauen.
Otto Weu trat auch als Leiter verschiedener hallescher Chöre sowie als Cembalist und Solorepetitor in Erscheinung. 
| Personendaten    | Personendaten                              |
| ---------------- | ------------------------------------------ |
| NAME             | Weu, Otto                                  |
| KURZBESCHREIBUNG | deutscher Musikpädagoge und Kirchenmusiker |
| GEBURTSDATUM     | 1903                                       |
| GEBURTSORT       | Wotenick                                   |
| STERBEDATUM      | 1979                                       |
| STERBEORT        | Halle (Saale)                              |